# Dirty Mind (singel)
Dirty Mind – drugi singel muzyka Prince’a z jego trzeciej płyty o tym samym tytule, wydany 26 października 1980. Utwór jest zbudowany na bazie keyboardowego hooku i posiada silne wpływy nowej fali. Stroną B jest utwór When We’re Dancing Close and Slow z jego poprzedniego albumu Prince.
Piosenka znalazła się na liście The Pitchfork 500, podsumowującej najlepsze nagrania z lat 1977–2006.

## Lista utworów
1. „Dirty Mind” (edit) – 3:54
2. „When We’re Dancing Close and Slow” – 5:18